# Wielki Port
Wielki Port (ang. Grand Harbour, malt. Il-Port il-Kbir) – zatoka Morza Śródziemnego na Malcie, będąca jednocześnie międzynarodowym portem morskim.

## Geografia
Wielki port znajduje się we wschodniej części wybrzeża Malty. Wcina się w ląd na ok. 3,6 km – ma przebieg wydłużony z kierunku północno-wschodniego na południowy zachód. Północno-zachodnie wybrzeże zatoki stanowi półwysep Sciberras – nad zatoką leżą tu miasta Valletta (stolica Malty) i Floriana. Południowo-wschodnie wybrzeże ma bardziej urozmaicony charakter – znajdują się tu długie zatoki porozdzielane palczastymi półwyspami, na których rozłożyły się miasta i pobudowano forty. Zatokami tej części wybrzeża Wielkiego Portu są (w kolejności od północnego wschodu): Rinella Creek (malt. Daħla ta’ Rinella), Kalkara Creek (malt. Daħla tal-Kalkara), Dockyard Creek (malt. Daħla tad-Dockyard) i French Creek (malt. Daħla tal-Franciżi). Znajdują się tu zaś miejscowości: Kalkara, Birgu (Vittoriosa), Isla (Senglea), Bormla (Cospicua) i Paola. U północno-zachodniego krańca zatoki znajduje się miejscowość Marsa (Malta), a w jej granicach dwie zatoki: Il-Menqa i Marsa Creek (malt. Daħla tal-Marsa). Ujście Wielkiego Portu do Morza Śródziemnego ma ok. 400 m szerokości; po obu jego stronach zbudowane zostały forty – Świętego Elma (ang. Fort Saint Elmo, malt. Forti Sant’Iermu) w Valletcie i Ricasoli (malt. Forti Ricasoli) w Kalkarze.
Zatoka na niemal całej swojej długości ma ponad 10 m głębokości – u ujścia do morza jej głębokość wynosi 20 m, na wysokości Fortu Saint Angelo (malt. Forti Sant’Anġlu) położonego w Birgu osiąga maksymalną wartość 23 m, zaś w zachodniej części pogłębiono dno tworząc kanał o głębokości 13,7 m prowadzący do nadbrzeży w Marsie. Płytsza jest jedynie zatoka Rinella Creek, której głębokość nie przekracza 5 m, w tym w części wschodniej – 2 m.

## Port
Wielki Port jest głównym portem pasażerskim Malty i drugim pod względem wielkości maltańskim portem handlowym, po Malta Freeport. Jego naturalne ukształtowanie oraz falochrony umożliwiają korzystanie z portu w każdych warunkach pogodowych przez 24 godziny na dobę i przez cały rok.
Terminal pasażerski ma 48 000 m² jest zarządzany przez Valletta Cruise Port. W jego skład wchodzi m.in. dziewiętnaście historycznych 250-letnich budynków wybudowanych przez Manuela Pinto de Fonseca. Valletta Gateway Terminals Ltd to spółka operująca na dwóch nabrzeżach portu: Deep Water Quay o długości nabrzeża 488 metrów i Laboratory and Magazine Wharves o długości nabrzeża 630 metrów. Zdolność przeładunkowa portu wynosi maksymalnie 200 000 TEU rocznie. W 2009 roku port obsłużył 294 795 pasażerów, z powodu kryzysu 20% mniej niż w 2008 roku. Ponadto port obsłużył 5019 statków zarejestrowanych na Malcie, w tym 2311 jachtów, 784 statków rybackich, 1261 statków towarowych z suchym ładunkiem i 456 statków z ładunkiem ciekłym. W 2017 roku obsłużył 778 596 pasażerów.

## Historia
Wielki Port był wykorzystywany już w starożytności. Znajdował się pod panowaniem rzymskim i fenickim. Około 1100 roku nazywany był Castrum Maris. W 1283 roku, przy wejściu do Wielkiego Portu toczyła się bitwa morska. Kawalerowie maltańscy przejęli port w 1530 roku, dokonując jego przebudowy i wzmocnienia. Już jako Fort St Angelo był siedzibą Wielkiego Mistrza Zakonu Jean de la Valette podczas Wielkiego Oblężenia w 1565 roku. Dalsze umocnienia obronne zostały dodane pod koniec XVII wieku przez inżyniera Dona Carlosa Grunenberga, którego ozdobny herb nadal widnieje nad jedną z bram portu. Brytyjczycy przejęli fort w XIX wieku, a od 1912 do 1979 roku służył jako siedziba Floty Morza Śródziemnego, najpierw pod nazwą HMS Egmont, a od 1933 jako HMS St Angelo. W ostatnich latach rozpoczęto prace renowacyjne fortu, 1,5 mln euro to dotacje rządowe, 5 marca 2012 roku przeznaczono na prace również 13,4 mln euro z Europejskiego Funduszu Rozwoju Regionalnego. Celem programu jest renowacja fortu i udostępnienie go dla zwiedzających.
Przy porcie działała stocznia wojenna. Pierwszy suchy dok uruchomiono w 1848 roku. Stocznia wojenna została zamknięta w 1958 roku, ale doki są obecnie własnością Malta Shipbuilding i są wykorzystywane przede wszystkim do naprawy statków cywilnych.

## Galeria

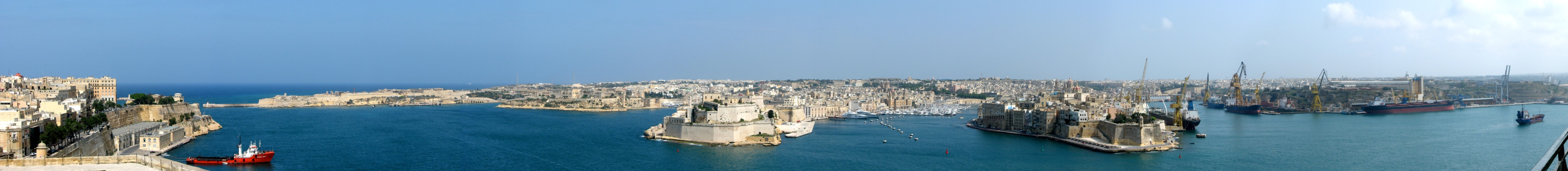
Widok z Upper Barrakka Gardens w Valletcie na zatokę Wielki Port

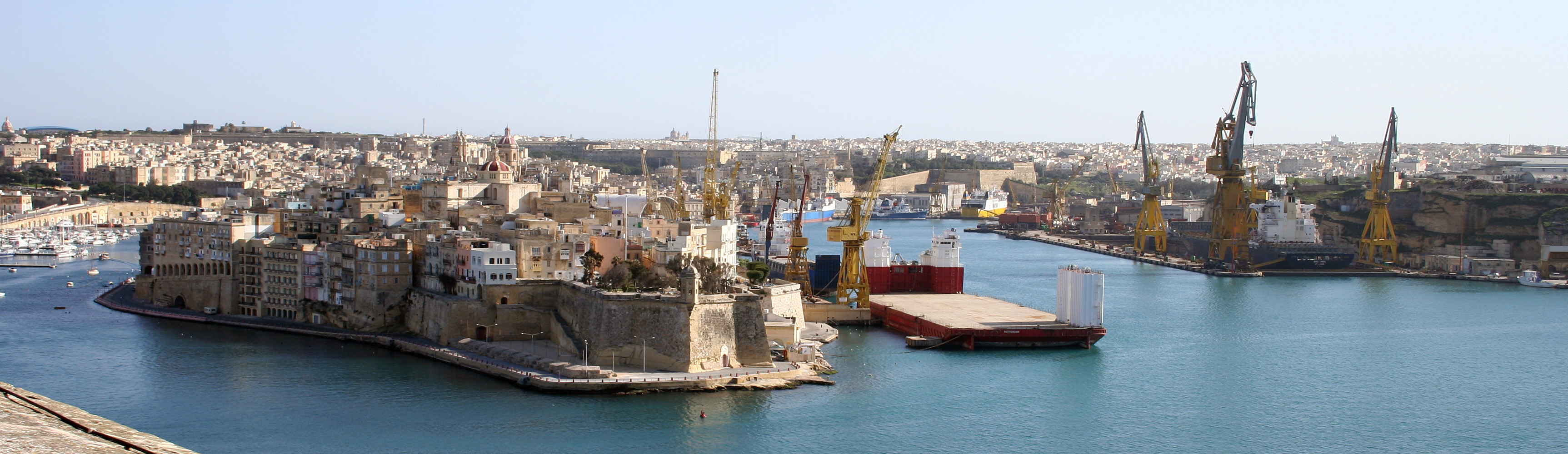
widok na Islę oraz French Creek
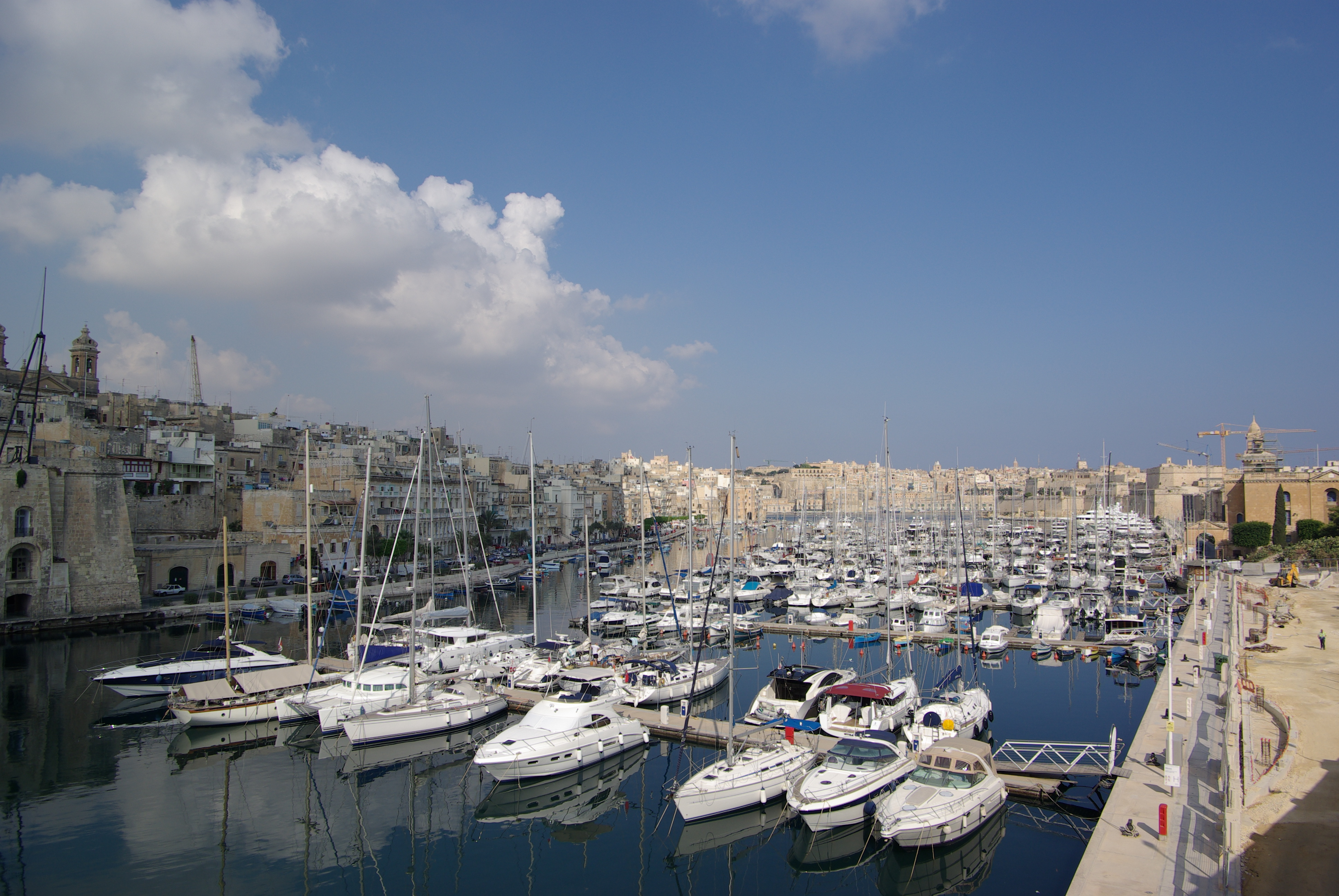
Marina, port jachtowy
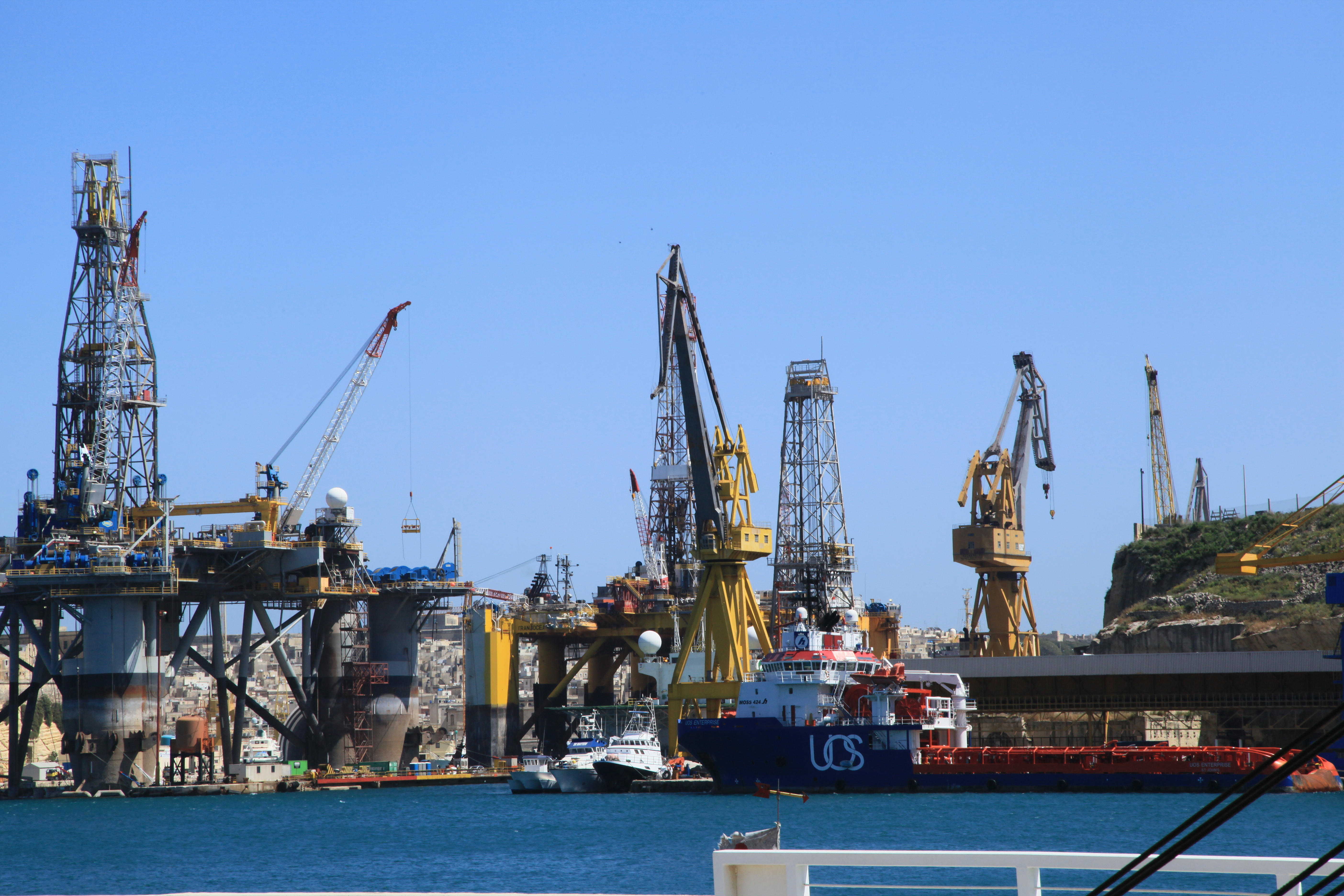
port handlowy
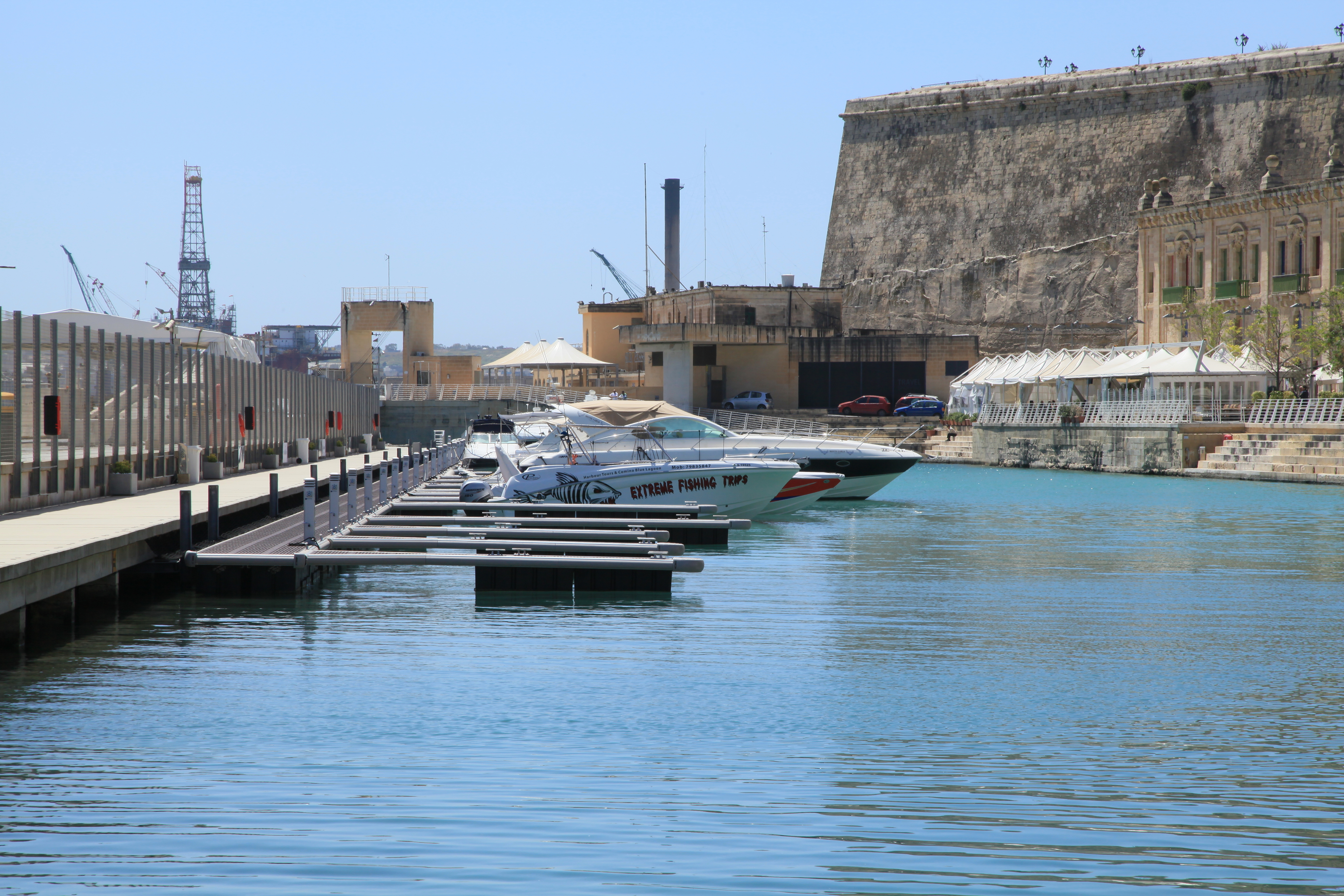
Marina „Laguna"
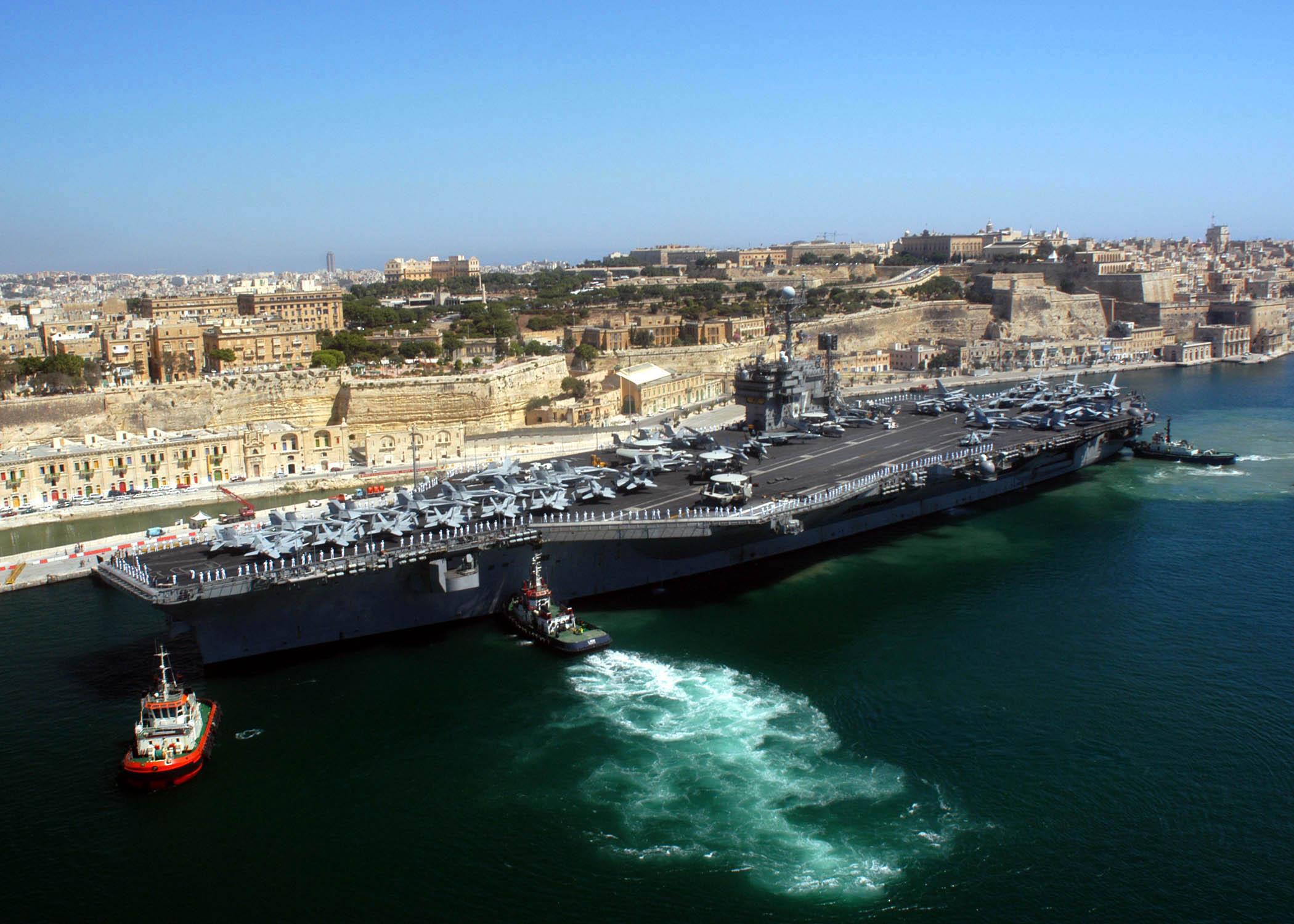
Amerykański lotniskowiec USS John F. Kennedy (CV-67) w Wielkim Porcie
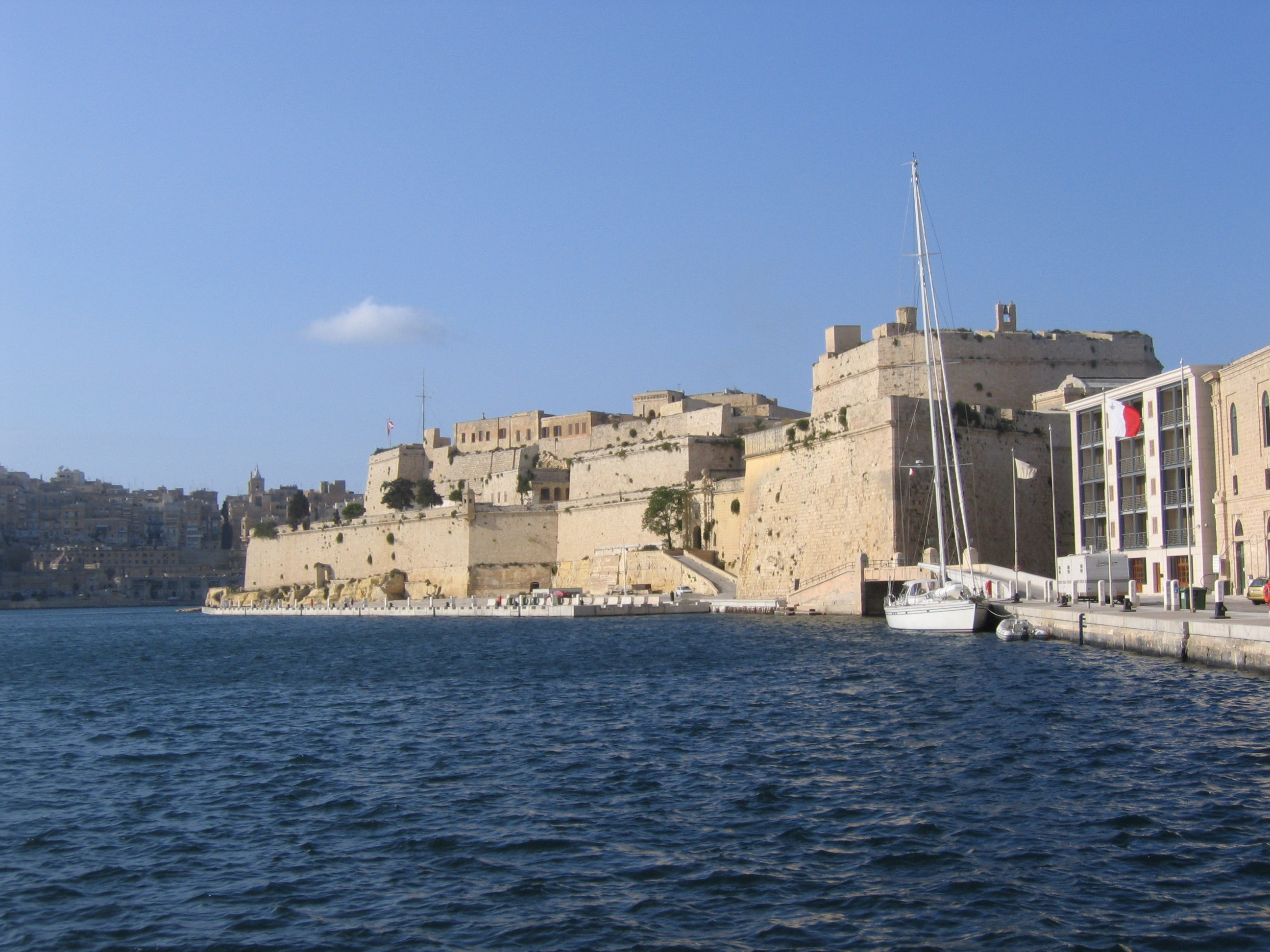
Fort St Angelo
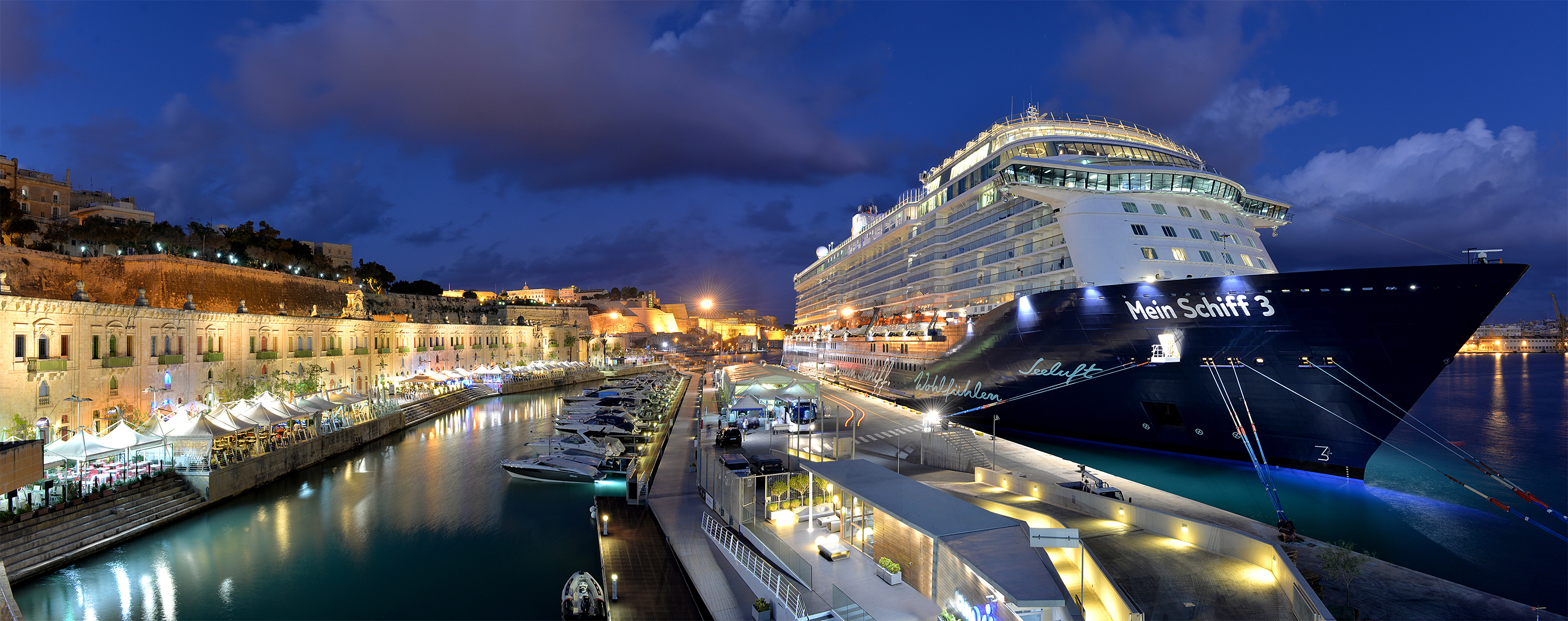
Valletta Cruise Port